# 168-as busz (Budapest)

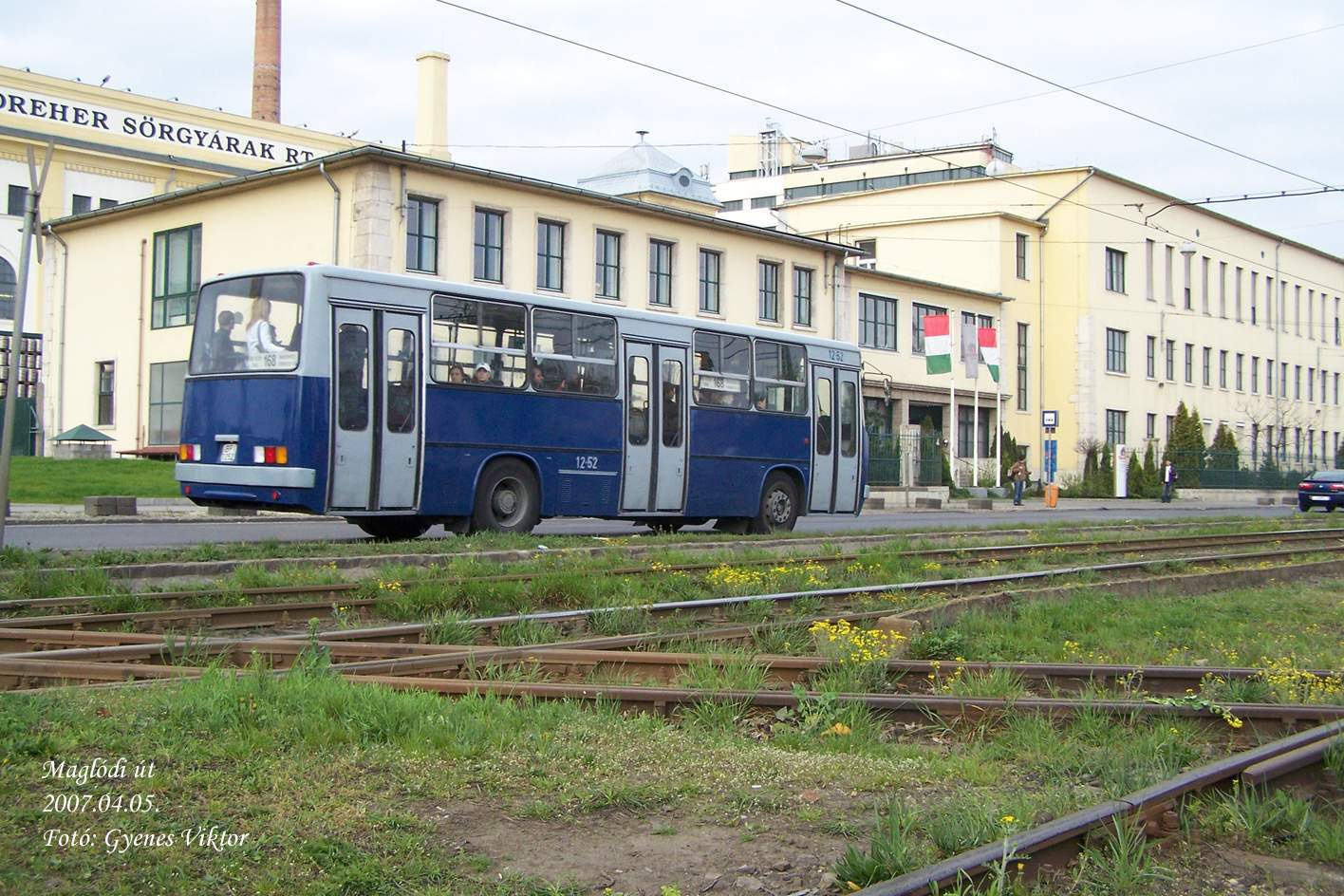
168-as busz a Sörgyárnál

A budapesti 168-as jelzésű autóbusz az Örs vezér tere és Rákoshegy, Ferihegyi út között közlekedett. A vonalat a Budapesti Közlekedési Zrt. üzemeltette.

## Története
1975-ben a Zalka Máté tér és az Akadémia Újtelep, 525. tér között közlekedő 62B jelzésű busz és a Rákoskeresztúr, Ferihegyi út és Rákoskert között közlekedő 62Y busz jelzéseit felcserélték. 1977. január 1-jén a 62Y buszt 162-esre nevezték át. Augusztus 1-jétől már 168-as jelzéssel járt. A viszonylat kőbányai végállomását 1987. január 1-jén az Örs vezér terére helyezték át, illetve ugyanekkor a Helikopter út átadásával a járművek a Kossuth Nyomda után letértek korábbi útvonalukról, és a Helikopter úton át Rákoshegy, Ferihegyi útig közlekedtek. Az 1990-es évektől kisebb változtatások történtek az útvonalon: a buszok betérnek az ipari park felé, valamint a Helikopter lakópark megépülése óta a viszonylat egy kanyart tesz a lakópark területén. 2008. szeptember 6-ától 168E jelzéssel közlekedik. Az átszámozást követően a Fehér úton és a Jászberényi úton – 7 megállópárt kihagyva – csak a régi 61-es busz megállóhelyein állnak meg a 168E jelzésű gyorsjáratok.

## Útvonala
| Rákoshegy, Ferihegyi út felé | Örs vezér tere felé |
| --- | --- |
| Örs vezér tere vá. – Fehér út – Élessarok – Jászberényi út – Tarkarét utca – Bogáncsvirág utca – Csillagvirág utca – Ezüstfa utca – Napmátka utca – Tündérfürt utca – Helikopter út – Újmajori utca – Rákosmezei Repülők útja – Kvasz András utca – Helikopter út – Lőrinci út – Melczer utca – Rákoshegy, Ferihegyi út vá. | Rákoshegy, Ferihegyi út vá. – Ferihegyi út – Szabadság utca – Lőrinci út – Helikopter út – Kvasz András utca – Rákosmezei Repülők útja – Újmajori út – Helikopter út – Tündérfürt utca – Napmátka utca – Ezüstfa utca – Csillagvirág utca – Bogáncsvirág utca – Tarkarét utca – Jászberényi út – Fehér út – Örs vezér tere vá. |

## Megállóhelyei
| 0  | Örs vezér tere végállomás                   | 29 | Gödöllői és csömöri HÉV 31, 32, 44, 45, 61, 61, 61E, 67, 85, 85, 100, 131, 144, 176E, 231, 244, 276E, 277, Rákoskert 81, 82 3, 62, 62A Helyközi buszok |
| 1  | Finommechanikai Rt.                         | 27 | 61, 85 3, 62, 62A |
| 2  | Aluljáró                                    | 26 | 61, 85 3, 62, 62A |
| 4  | Élessarok                                   | ∫  | 61, 61, 62, 85 3, 28, 37, 37A, 62, 62A |
| 5  | Sörgyár                                     | 25 | 61, 61, 62, 85 28, 37, 37A |
| 6  | Maglódi út                                  | 23 | 61, 61, 62 28, 37 |
| 7  | Orion                                       | 21 | 61, 62 |
| 8  | Téglavető utca                              | 21 | 61, 62 |
| 9  | Porcelán utca                               | 20 | 61, 61, 62 |
| 10 | Rákos vasútállomás                          | 19 | 61, 61, 62 Rákos |
| 11 | Athenaeum Nyomda (↓) Kozma utca (↑)         | 18 | 61, 62, 68 |
| 12 | Kossuth Nyomda                              | 17 | 61, 62, 68 |
| 13 | Tarkarét utca (↓) Jászberényi út (↑)        | 16 | |
| 14 | Kollégium                                   | 15 | |
| 14 | Csillagvirág utca (↓) Bogáncsvirág utca (↑) | 15 | |
| 15 | Ezüstfa utca (↓) Csillagvirág utca (↑)      | 14 | |
| 16 | Tűzoltóság                                  | 13 | |
| 18 | Hungaropharma                               | 11 | |
| 19 | 526. sor                                    | 10 | |
| 21 | Újmajori út (↓) Csillagmotor köz (↑)        | 7  | |
| 23 | Dedics Ferenc utca (↓) Ősrepülő utca (↑)    | 6  | |
| 25 | Lőrinci út                                  | 4  | 80 |
| 27 | Melczer utca                                | ∫  | |
| 28 | Baross utca                                 | ∫  | 80, 98, 98 |
| ∫  | Kodolányi János tér                         | 3  | 80, 98, 98 Rákoshegy |
| ∫  | Szabadság utca                              | 2  | 98, 98 |
| ∫  | Kerülő utca                                 | 1  | |
| 30 | Rákoshegy, Ferihegyi út végállomás          | 0  | |